# Muntjac negre
El muntjac negre (Muntiacus crinifrons) es troba a Zhejiang, Anhui, Jiangxi i Fujian al sud de la Xina, tanmateix al nord de Myanmar. Encara que és extremadament difícil estudiar-lo a causa de la seva timidesa, es considera en perill d'extinció, possiblement, a només 5.000-10.000 individus repartits per una àmplia zona. Es tracta d'una quantitat similar a la del muntíac comú.
Aquesta espècie va ser, durant molt de temps, una de les menys conegudes de cérvol en el món. També es va considerar altament en perill d'extinció, fins a 1975, que només se'n sabia d'uns pocs espècimens de museu, almenys pels científics occidentals. L'espècie va estar disminuint en gran manera al llarg del segle 20 i el 1978 almenys 2.000 animals moriren. La població actual de la Xina s'avaluà a la dècada del 1990, proclamant 10.000 exemplars. Però ha disminuït molt des d'aleshores i la població actual és probable que estigui al voltant de 7.000.
Les mostres d'ADN preses de la pell de muntjacs que habitaven Myanmar demostren que són idèntics als animals que es troben a la Xina. S'ha suggerit que el nombre d'animals a Myanmar és comparable de la Xina, amb el que el total de la població mundial puja a uns 10.000-13.000 animals.